# Semia Gharbi
Pour les articles homonymes, voir Gharbi.
Semia Gharbi, née à la fin des années 1960, est une activiste écologiste tunisienne.

## Biographie

### Militantisme écologiste
En 2011, Semia Gharbi fonde l'Association d'éducation à l'environnement pour les générations futures. Il s'agit d'une ONG dont le but est de sensibiliser le public par rapport aux risques de toxicité et aux produits chimiques dangereux. Cette association est en collaboration avec le ministère tunisien de l'Éducation. En 2025, elle continue de présider cette organisation. 
Co-fondatrice du Réseau Tunisie verte, elle est aussi la coordinatrice régionale du Réseau international pour l'élimination des polluants pour le Moyen-Orient et l'Afrique du Nord,.

### Obtention du Prix Goldman
En 2025, elle est lauréate du Prix Goldman pour la région Afrique,,. Semia Gharbi s'est fait remarquer pour avoir milité contre l'importation illégale de déchets ménagers en provenance d'Italie sur le territoire tunisien. En effet, en 2020, 6 000 tonnes de déchets ménagers contenus dans plus de 280 conteneurs sont acheminés au port de Sousse. Elle lutte contre cette situation au travers du Réseau Tunisie verte dont elle est la co-fondatrice. Après deux ans de lutte, les conteneurs sont finalement renvoyés en Italie. Cela donne lieu au limogeage du ministre tunisien de l'Environnement, Mustapha Aroui, le 20 décembre 2020. On parle dans les médias de « l'affaire des déchets d'Italie ». De plus, l'action de Semia Gharbi pousse l'Union européenne à renforcer sa réglementation en matière de transferts des déchets. 